# Show Me the Money
Show Me The Money (SMTM, en coreano 쇼미더머니) es un programa de rap de Corea del Sur emitido en Mnet. El programa ha crecido en popularidad desde su primera temporada, que se emitió en 2012 gracias al creciente interés de la población coreana en el hip-hop.
El formato de cada temporada puede variar, pero se compone de participantes que se desafían uno a uno hasta que solo queda uno. El programa incluye tanto raperos jóvenes como aquellos que ya tienen renombre, la mayoría de los cuales actúan como productores, un rol que incluye ser mentor y juez.

## Temporada 1 (2012)
La primera temporada de SMTM empezó el 22 de junio de 2012 y fue presentada por Eun Ji Won del grupo Sech Kies. Durante el programa se emparejaron a raperos con experiencia como Double K, Verbal Jint, 45RPM, MC Sniper, Miryo, Hoony Hoon, Joosuc, y Garion con raperos novatos. 
El ganador de esta edición fue Loco, con Double K como mentor. Tras ganar, firmó un contrato con la compañía de hip-hop AOMG. Más tarde apareció en la temporada 4 como productor.
Una de las concursantes más relevantes fue Cheetah, que fue de las pocas raperas. Posteriormente ganó la primera temporada de Unpretty Rapstar, el spin-off de SMTM.

## Temporada 2 (2013)
La segunda temporada de SMTM empezó el 7 de junio de 2013 y fue nuevamente presentada por Eun Ji Won. En esta edición se dividió a los participantes en dos equipos de hip-hop, "Meta Crew", dirigido por MC Meta de la banda Garion, y "DO Crew", dirigido por Lee Hyun Do, integrante del dúo Deux.
Los participantes en esta segunda temporada incluyeron artistas conocidos como LE de EXID, Jucy de EvoL, Mad Clown y Swings.
El ganador de la temporada fue el trío Soul Dive, que formó parte de Meta Crew.

## Temporada 3 (2014)
La tercera temporada de SMTM empezó el 3 de julio de 2014, presentada por Kim Jin Pyo. vio un número significativo de figuras conocidas del hip-hop de Corea del Sur. Los productores se dividen en etiquetas K-hip-hop, resultando en "Team YG", "Team Illionaire", "Team Brand New Music" y "Team YDG".
La edición fue ganada por Bobby, con los productores Dok2 y The Quiett del "Team Illionaire".

## Temporada 4 (2015)
La cuarta temporada de SMTM empezó el 26 de junio de 2015. Los jueces se dividieron en cuatro equipos: Jinusean y Tablo de YG Entertainment, San E y Verbal Jint de Brand New Music, Jay Park y Loco (ganador de la primera temporada) de AOMG y  Zico de Block B y Paloalto (Hi-Lite Records).
Más de 7,000 concursantes audicionaron donde hubo más cantidad de ídolos raperos, veteranos y mujeres. Snoop Dogg también apareció como un juez invitado especial durante una misión en el programa.
El ganador de la edición fue Basick, y Mino de Winner quedó como finalista.

## Temporada 5 (2016)
La quinta temporada de SMTM se estrenó el 6 de mayo de 2016. Los jueces se dividieron nuevamente en equipos: YG Entertainment con Kush y Zion.T, Dok2 y The Quiett de Illionaire Records, el co-CEO de AOMG Simon Dominic junto a Gray, y Mad Clown y Gill.
Una cantidad récord de 9,000 concursantes audicionaron esta temporada. El proceso fue similar a la temporada anterior con audiciones abiertas donde se les pidió a los concursantes un rap a cappella, pero por primera vez también se realizaron audiciones en Los Ángeles, además de la audición tradicional en Seúl. El rapero estadounidense Timbaland fue juez invitado durante la segunda ronda de las audiciones de Los Ángeles.
El ganador de esta edición fue BewhY con su equipo de productores de Simon Dominic y Gray de AOMG.

## Temporada 6 (2017)
La sexta temporada de SMTM se estrenó el 30 de junio de 2017. La temporada cuenta con los equipos de Choiza y Gaeko de Dynamic Duo, Jay Park de AOMG y Dok2 de Illionaire Records, Tiger JK y Bizzy de Feel Ghood Music, y Zico y Dean de FANXYCHILD.
Más de 12,000 concursantes audicionaron para esta temporada con una mezcla de concursantes anteriores, raperos veteranos y nuevos raperos. De manera similar a temporadas anteriores, se realizaron audiciones abiertas, en Seúl, Los Ángeles y por primera vez en Nueva York. El productor/rapero Swizz Beatz, ganador de un premio Grammy, fue el juez invitado para las audiciones de Nueva York.
El ganador fue Hangzoo, con Zico y Dean del equipo FANXYCHILD.

## Temporada 8 (2019)
El ganador de la edición número 8 de Show Me the Money fue el rapero Punchnello